# Smallwood
Smallwood appelée auparavant Smallwood Reynolds Stewart Stewart & Associates est une agence d'architecture, d'urbanisme, de design intérieur et de conception graphique américaine basée à Atlanta dans le sud-est des États-Unis.
Fondée en 1979, la société regroupe une centaine de personnes pour un chiffre d'affaires d'environ 25 millions de $ et se caractérise par un design original et spectaculaire d'inspiration post-moderne ou Art déco. 
L'entreprise est surtout active dans les États du sud des États-Unis, mais est aussi présente à l'international en particulier en Asie ou elle a un bureau à Singapour. C'est la plus importante agence d'architecture d'Atlanta.

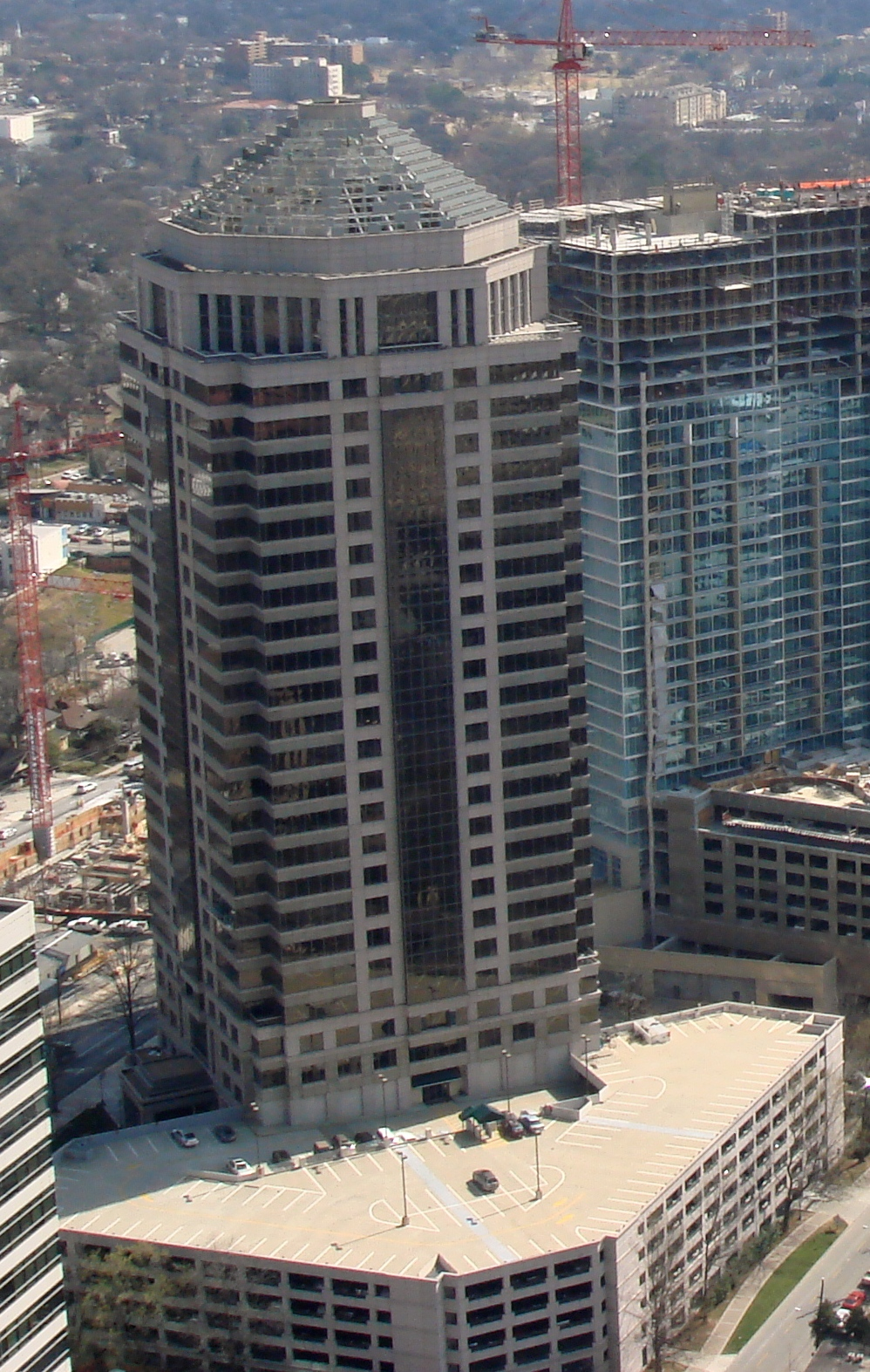
1100 Peachtree à Atlanta.

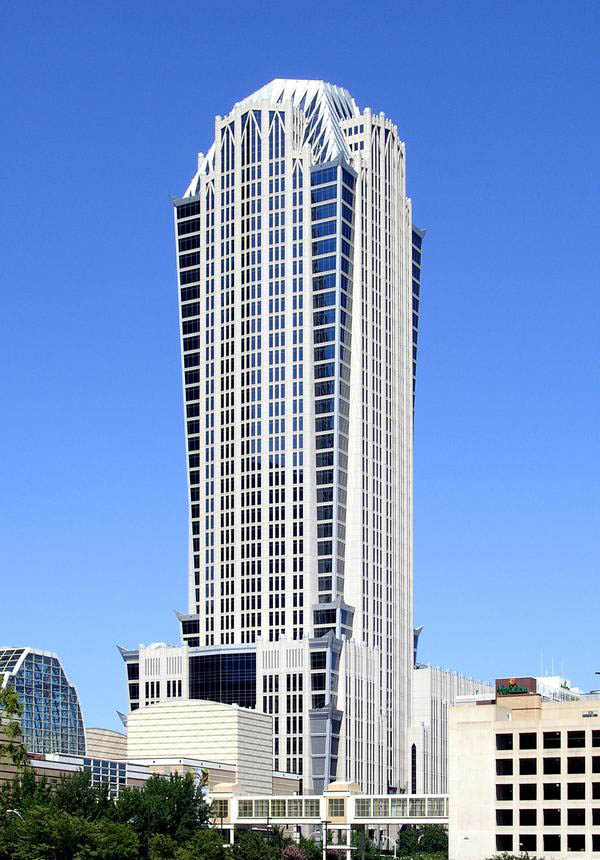
Truist Center à Charlotte

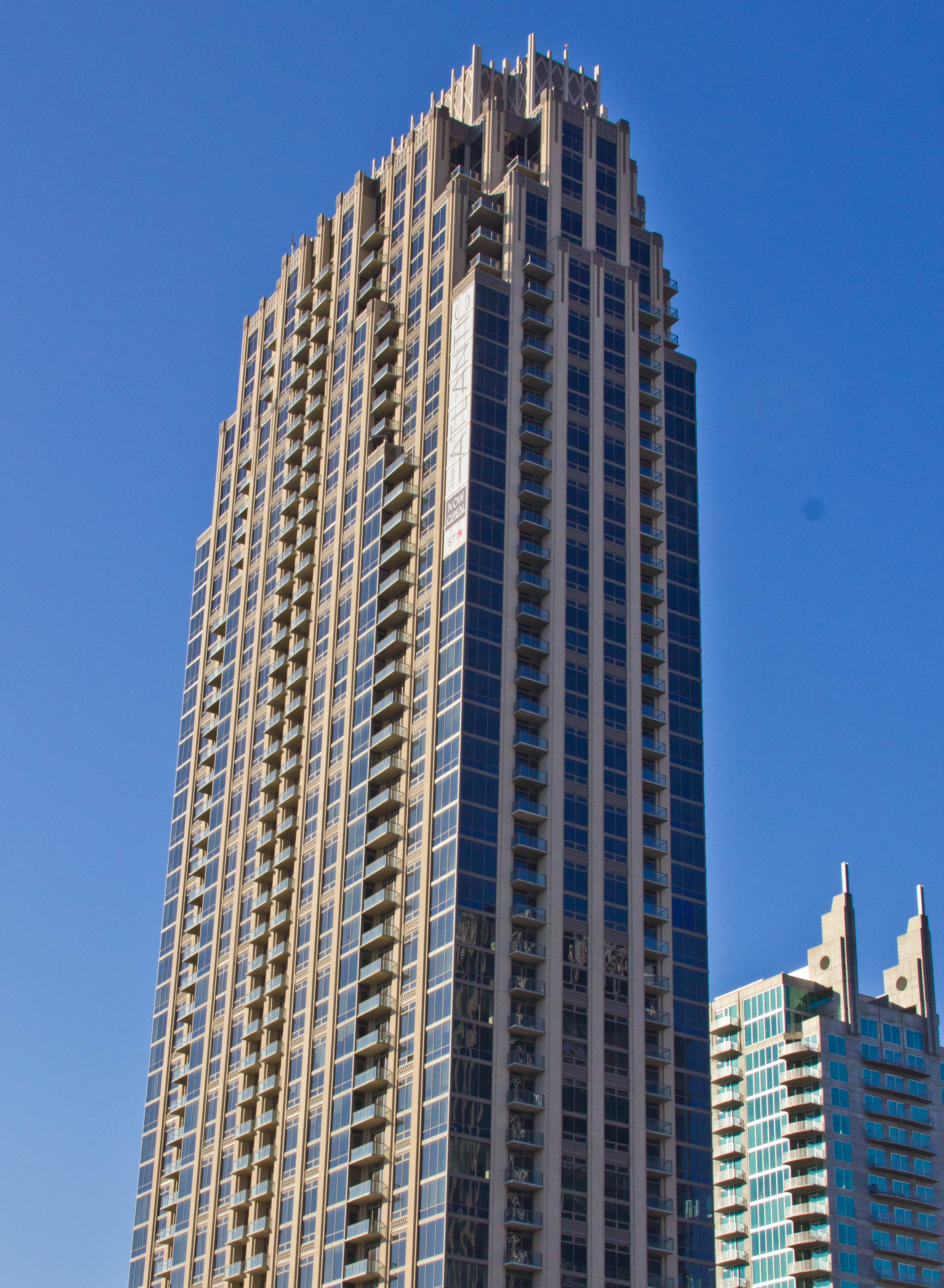
The Atlantic (gratte-ciel) à Atlanta.

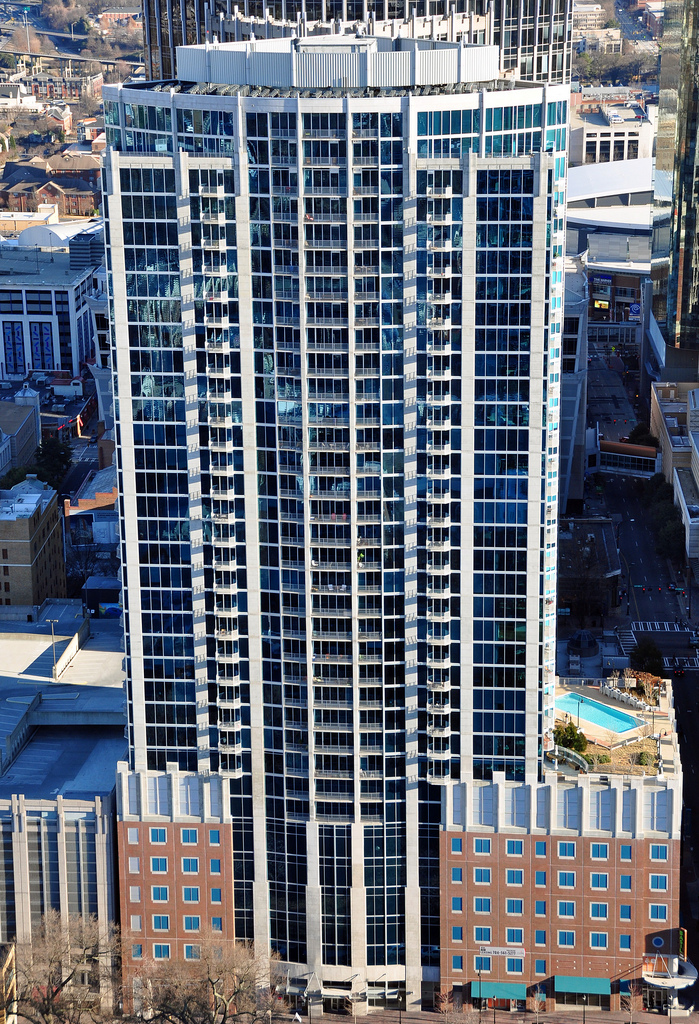
Avenue (gratte-ciel) à Charlotte.

Elle a participé à la conception d'une trentaine de gratte-ciel dont :

## Années 1980
- The Concorde à Atlanta en 1987
- Resurgens Plaza à Atlanta en 1988.

## Années 1990
- Lincoln Financial Building à Greensboro aux États-Unis en 1990
- 1100 Peachtree à Atlanta en 1990
- Mayfair Tower à Atlanta en 1990
- Fifth Third Center (Charlotte) à Charlotte en 1997, aux États-Unis.

## Années 2000
- Menara Millenium à Kuala Lumpur, en Malaisie en 2000
- The Grand America Hotel à Salt Lake City aux  États-Unis en 2001
- Atlantic Center Plaza à Atlanta en 2001
- The Plaza in Clayton à Clayton (Missouri) aux  États-Unis en 2002
- Mayfair Renaissance à Atlanta en 2002
- Truist Center à Charlotte en 2002
- JW Marriott Orlando Hotel à Orlando aux États-Unis en 2003
- Qatar Telecom Headquarters à Doha au Qatar  en 2004
- Buckhead Grand à Atlanta en 2004
- Ritz-Carlton Jakarta à Jakarta, Indonésie, 2005
- Viridian à Nashville aux États-Unis en 2006
- The Gallery à Atlanta en 2007
- Twelve Centennial Park Tower I à Atlanta en 2007
- Avenue (gratte-ciel) à Charlotte en 2007
- One Pacific Place à Jakarta (Indonésie) en 2007
- Golden Landmark à Shanghai, Chine en 2008
- The Atlantic (gratte-ciel) à Atlanta en 2009
- Catalyst (gratte-ciel) à Charlotte en 2009.

## Années 2010
- Capital Plaza Residential Tower à Abou Dabi aux Émirats arabes unis en 2011
- Capital Plaza Office Tower à Abou Dabi aux Émirats arabes unis en 2011
- Capital Plaza Sofitel Hotel à Abou Dabi aux Émirats arabes unis en 2011
- Offices and Crowne Plaza Nanchang Riverside à Nanchang en Chine en 2011
- Shanghai Center à Wuxi en Chine en 2013
- Marriott Bangkok Sukhumvit à Bangkok en Thailande en 2013
- Botanica Apartments à Jakarta en Indonésie en 2015
- Atlantic House à Atlanta aux États-Unis en 2016.